# Роздільне (Казахстан)
Розді́льне (каз. Раздельное) — село у складі Железинського району Павлодарської області Казахстану. Входить до складу Лісного сільського округу.
Населення — 81 особа (2021; 104 у 2009, 215 у 1999, 306 у 1989).
Національний склад станом на 1989 рік:
- росіяни — 46 %;
- казахи — 23 %.